# Crex
Crex là một chi chim trong họ Rallidae.
Chi này bao gồm hai loài, gà nước ngô, C. crex, sinh sản trên khắp châu Âu và châu Á và trú đông ở miền nam châu Phi, và gà nước châu Phi, C. egregia, di cư trong châu Phi. Cả hai loài đều có mỏ ngắn với phần lưng nâu đen, dưới bụng chủ yếu là màu xám xanh dương, và có dải màu trên hai cánh. Loài gà nước ngô lớn hơn tương đối so với loài châu Phi, và có một mảng màu hạt dẻ nổi bật trên cánh của nó. Bất thường cho loài trong họ gà nước, đây là 2 loài chim sinh sống ở môi trường sống khô hơn là vùng đất ngập nước; các loài Á-Âu chủ yếu là sinh sản trong đồng cỏ hay, và gà nước châu Phi trong đồng cỏ khô. Loài gà nước châu Phi thỉnh thoảng được tách thành chi riêng của nó, Crecopsis, nhưng nay thường được đặt trong chi crex.

## Hình ảnh

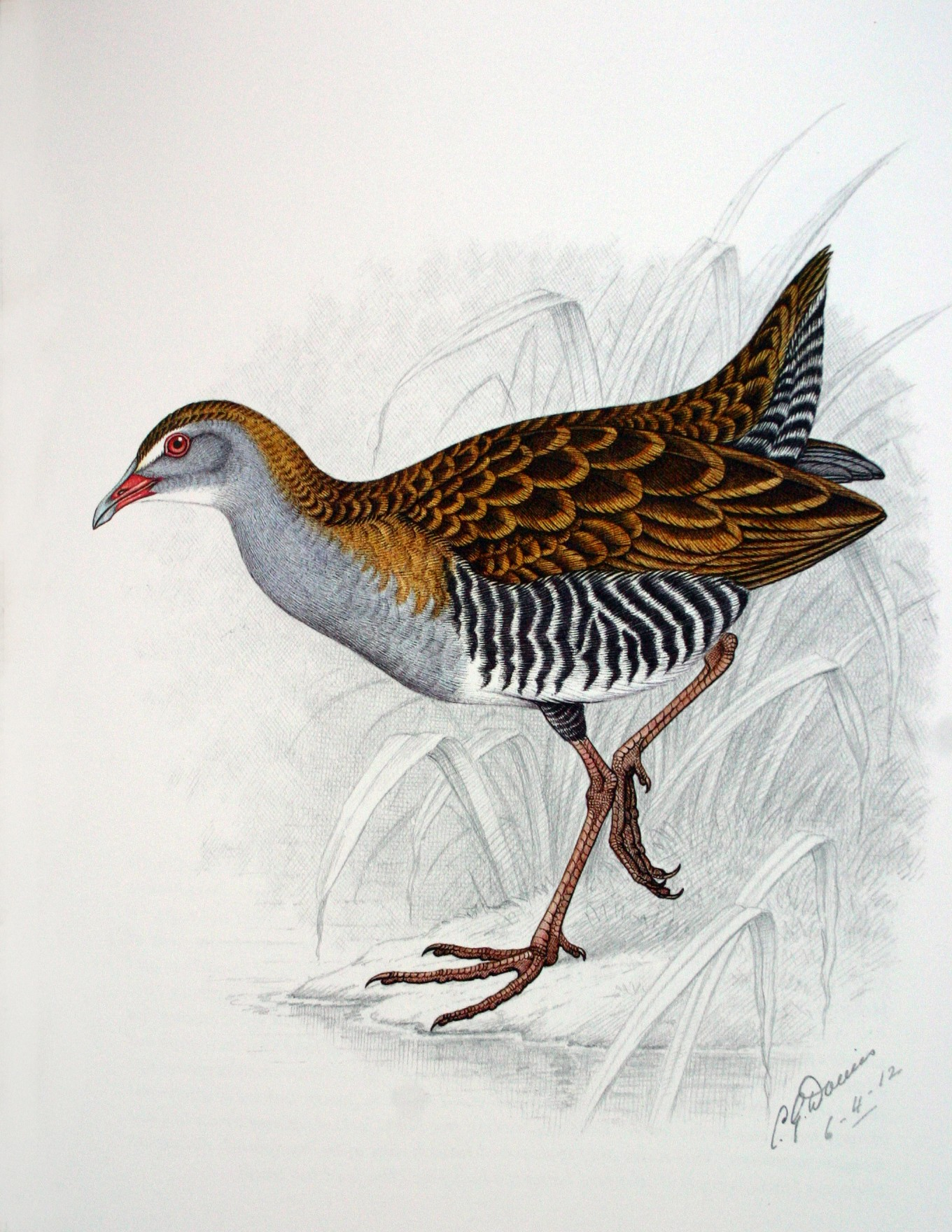
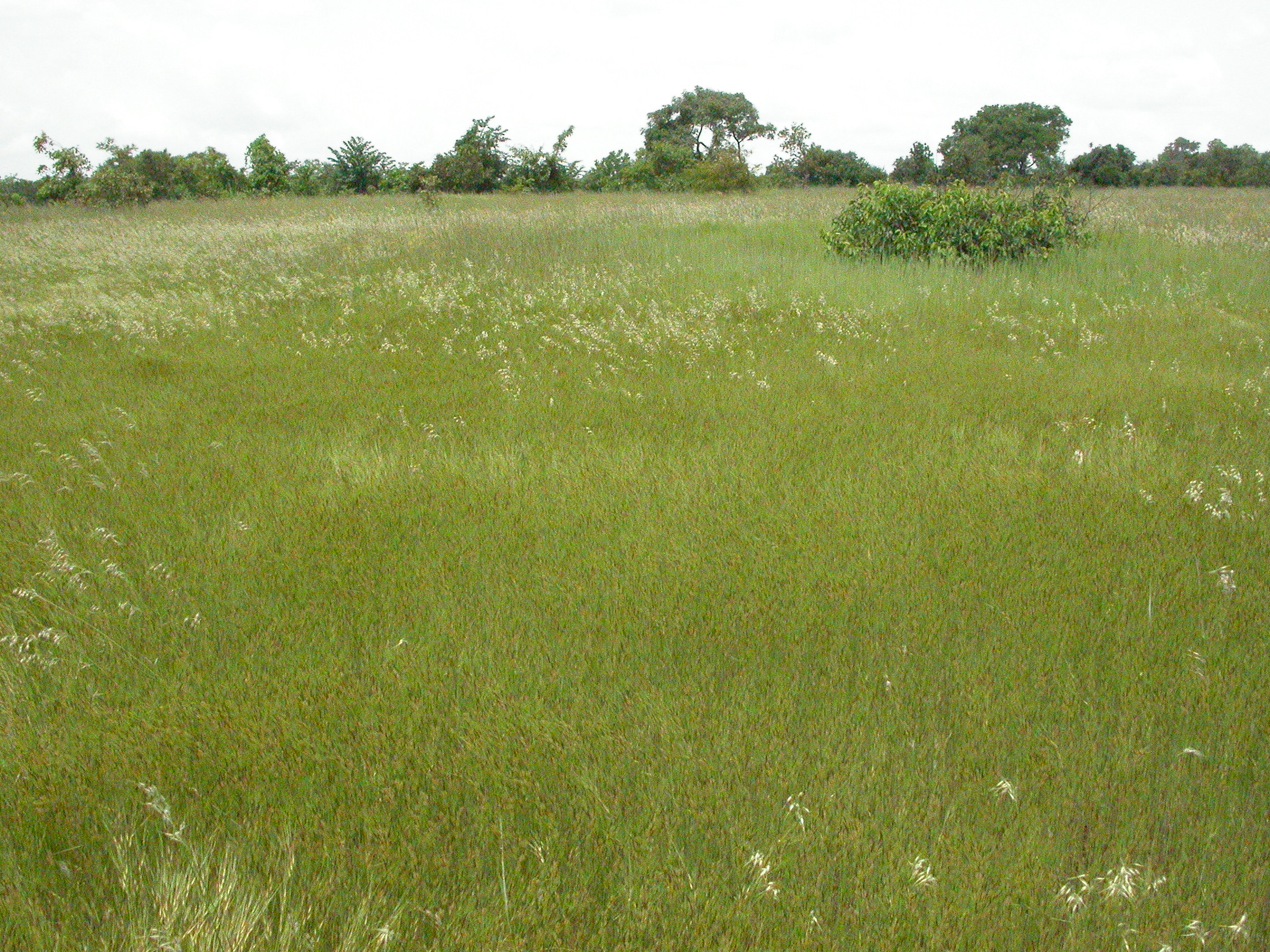
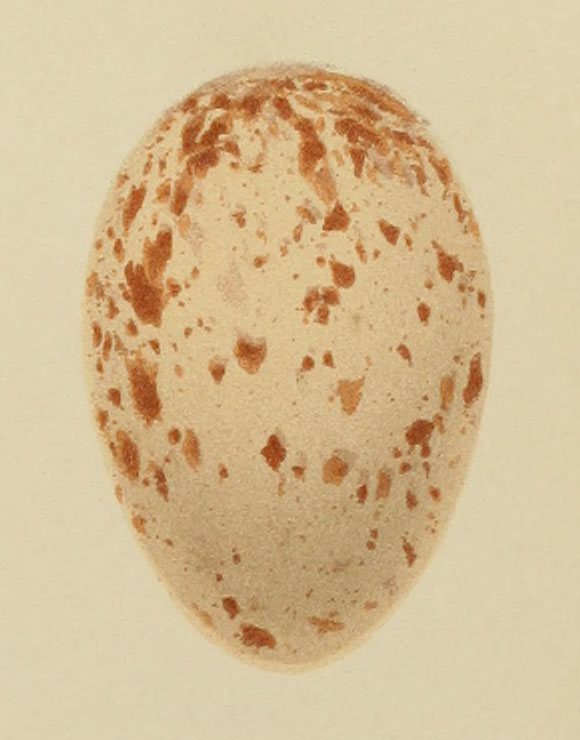
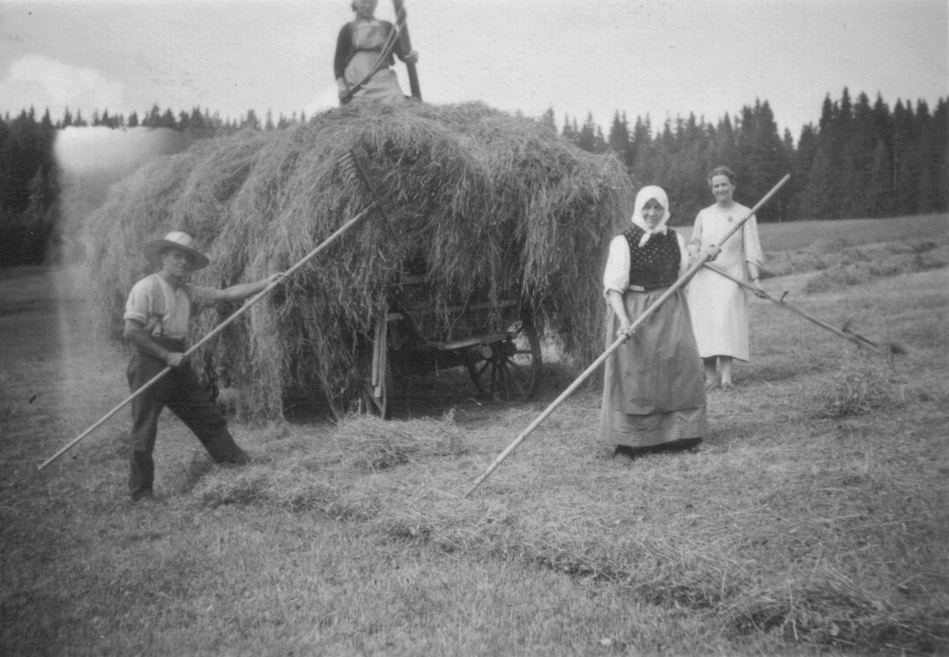
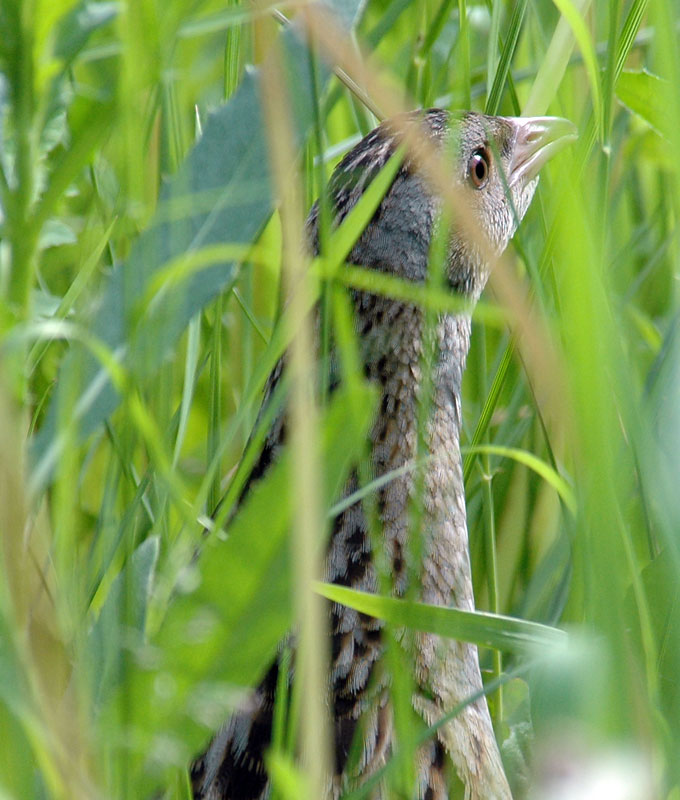